# Death Valley Sleepers
Death Valley Sleepers er et dansk poprockband dannet i København i 2008, som på nuværende tidspunkt består af 
Tobias Winberg (vokal & guitar), Adam Winberg (trommer), Jesper Van (bas), Christian Ki Dall (guitar), Henrik "Heinzz" Malm (orgel), og Kristina Romby (vokal & percussions).
Bandet spiller 60er-inspireret, psychedelisk pop inspireret af den britiske Mod-bevægelse.

## Historie
Death Valley Sleepers blev startet som et solo projekt af Tobias Winberg i 2008.
Da Death Valley Sleepers senere i 2008 blev udvalgt til at spille til 'Soundvenue Selected'- eventet arrangeret af det danske musikmagasin Soundvenue, udvidede Tobias Winberg projektet til at inkludere fem andre danske musikere: hans storebror Adam Winberg, Jesper Van, Christian Ki Dall ,Henrik Malm og Kristina Romby. I dag udgør de fast bandkonstellationen.[kilde mangler]
I 2010 blev sangen "Left me High" brugt i en reklame for Chevrolet’s Spark car. Reklamen førte til flere afspilninger på videointernetkanalen Youtube.[kilde mangler]
Bandet udsendte deres selvbetitlede debutalbum den 2. april, 2012 på pladeselskabet Playground Music.

## Baggrund
Tobias er født og opvokset i Odense, men flyttede til København i 2005. Ud over Death Valley Sleepers spiller musikeren også i det danske band The Setting Son, og bandet Elektro sammen med broderen Adam Winberg og faderen Lars Winberg. Tidligere har Tobias Winberg også været producer for det danske hiphop-pladeselskab Flamingo Records.